# Paramogoplistes novaki
Paramogoplistes novaki är en insektsart som först beskrevs av Krauss 1888.  Paramogoplistes novaki ingår i släktet Paramogoplistes och familjen Mogoplistidae. Inga underarter finns listade i Catalogue of Life.